# 蒙斯-埃诺大学

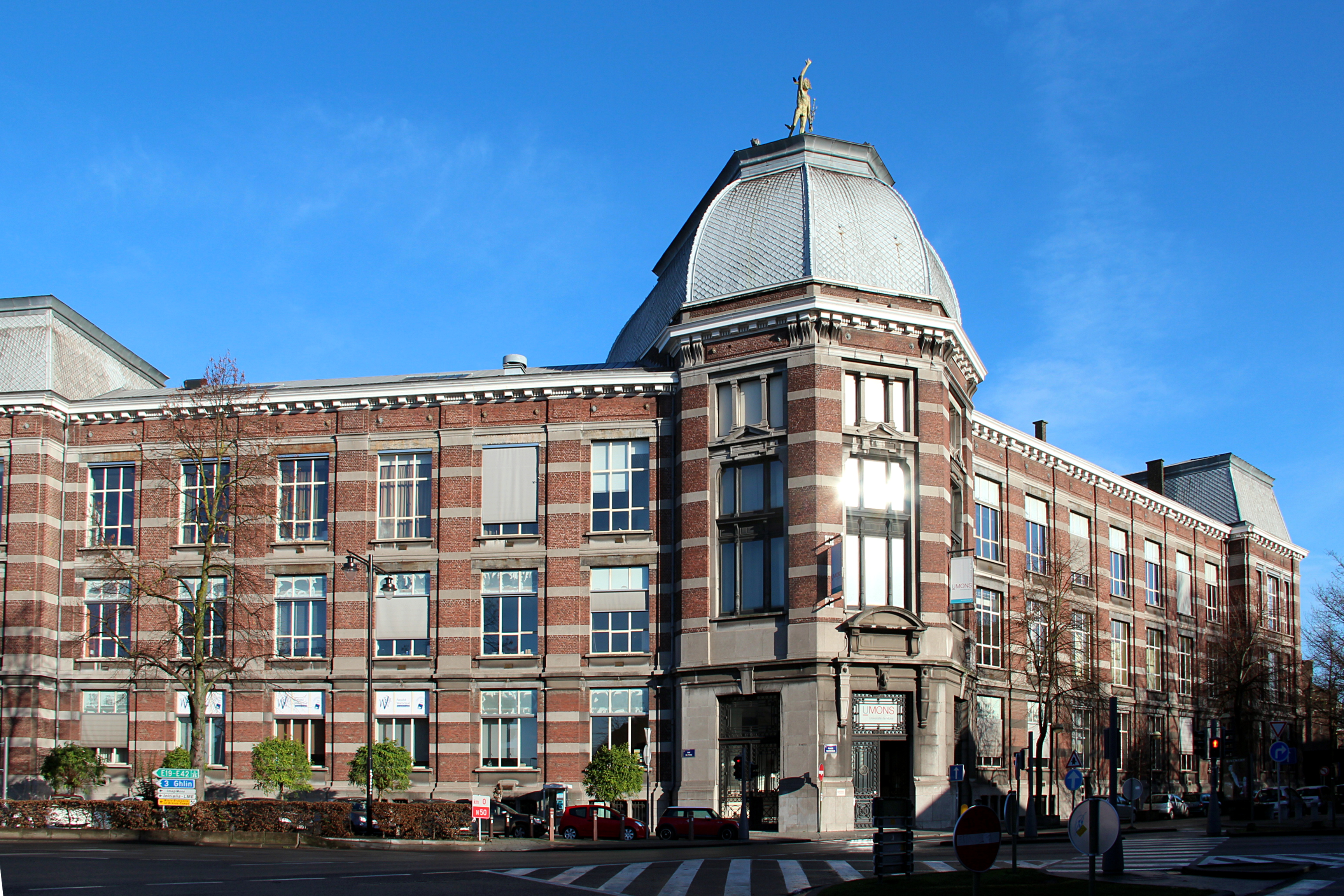
蒙斯-埃诺大学

蒙斯-埃诺大学（法語：Université de Mons-Hainaut，简称 UMH）是比利时埃诺省蒙斯曾经的一所大学。官方语言是法语。自2009年1月1日起蒙斯-埃诺大学和蒙斯综合理工学院合并，成立了蒙斯大学。

## 知名毕业生
- 埃利奥·迪吕波，比利时首相。

50°27′33″N 3°57′1″E / 50.45917°N 3.95028°E